# Rusinowa
Rusinowa (błędnie: Rusinów, niem. Reussendorf) – dzielnica Wałbrzycha, na południowo-wschodnich obrzeżach miasta.
W latach 1945–54 stanowiła (z Kozicami) gromadę w gminie Jedlina Zdrój. 1 stycznia 1951  włączona do Wałbrzycha. 10 kwietnia 1970 niezamieszkaną część obrębu Rusinowa o powierzchni 574 ha (bez Rusinowej i Kozic) wyłączono z Wałbrzycha, włączając ją do gromady Dziećmorowice w powiecie wałbrzyskim.
Głównymi ulicami w dzielnicy są ulice Bystrzycka, Noworudzka i osiedle Górnicze. Do dzielnicy dojeżdżają autobusy linii numer 5 i 4.  Z tego miejsca (pętli autobusowej) wiedzie szlak turystyczny do Zagórza Śląskiego. W dzielnicy znajduje się osiedle zbudowane w latach 50 XX w. dla górników, stąd nazwa "osiedle Górnicze".
Według danych z Urzędu Miejskiego w Wałbrzychu na 16 kwietnia 2014 roku dzielnice Rusinowa i Kozice zamieszkuje 2554 osób.

## Zabytki
Do wojewódzkiego rejestru zabytków wpisane są:
- zespół pałacowy, z lat 1720-20:
  - pałac
  - dwie oficyny mieszkalne
  - oficyna, dawna stajnia
  - park
  - brama parkowa.

Inne ważne i ciekawe miejsca:
- Park Miejski „Rusinowa”
- Kopalnia Teresa „Cesar”.